# Liste des communes de France les moins denses
Cette liste est un classement des communes de France les moins denses.
Les données de population sont les « populations légales des communes en vigueur au 1er janvier 2023 », données issues du recensement 2020 et selon la géographie en vigueur au 1er janvier 2022, publiées par l'Insee le 29 décembre 2022.
Les données de superficie sont issues de l'édition du 13 décembre 2022 du Comparateur de territoires publié par l'Insee.

## Classement
Ce classement par ordre croissant de densité se limite aux communes dont la densité est inférieure ou égale à 1 hab./km2.
Elle n'inclut pas les six communes mortes pour la France qui ne comptent aucun habitant : Beaumont-en-Verdunois, Bezonvaux, Cumières-le-Mort-Homme, Fleury-devant-Douaumont, Haumont-près-Samogneux et Louvemont-Côte-du-Poivre, toutes situées dans le département de la Meuse et n'ayant pas été réoccupées après les destructions survenues pendant la Première Guerre mondiale.
| Nom                        | Code Insee | Région                     | Département             | Superficie (km2) | Population (dernière pop. légale) | Densité (hab./km2) | Modifier                                    |
| -------------------------- | ---------- | -------------------------- | ----------------------- | ---------------- | --------------------------------- | ------------------ | ------------------------------------------- |
| Saül                       | 97352      | Guyane                     | Guyane                  | 4 475,00         | 297 (2022)                        | 0,07               | modifier les données · modifier les données |
| Saint-Élie                 | 97358      | Guyane                     | Guyane                  | 5 680,00         | 157 (2022)                        | 0,03               | modifier les données · modifier les données |
| Régina                     | 97301      | Guyane                     | Guyane                  | 12 130,00        | 1 657 (2022)                      | 0,14               | modifier les données · modifier les données |
| Rochefourchat              | 26274      | Auvergne-Rhône-Alpes       | Drôme                   | 12,74            | 2 (2022)                          | 0,16               | modifier les données · modifier les données |
| Majastres                  | 04107      | Provence-Alpes-Côte d'Azur | Alpes-de-Haute-Provence | 29,85            | 5 (2022)                          | 0,17               | modifier les données · modifier les données |
| La Bâtie-des-Fonds         | 26030      | Auvergne-Rhône-Alpes       | Drôme                   | 12,12            | 4 (2022)                          | 0,33               | modifier les données · modifier les données |
| Camopi                     | 97356      | Guyane                     | Guyane                  | 10 030,00        | 2 168 (2022)                      | 0,22               | modifier les données · modifier les données |
| Vérignon                   | 83147      | Provence-Alpes-Côte d'Azur | Var                     | 36,90            | 8 (2022)                          | 0,22               | modifier les données · modifier les données |
| Ouanary                    | 97314      | Guyane                     | Guyane                  | 1 080,00         | 200 (2022)                        | 0,19               | modifier les données · modifier les données |
| Rouvroy-Ripont             | 51470      | Grand Est                  | Marne                   | 11,77            | 3 (2022)                          | 0,25               | modifier les données · modifier les données |
| Turquestein-Blancrupt      | 57682      | Grand Est                  | Moselle                 | 30,04            | 11 (2022)                         | 0,37               | modifier les données · modifier les données |
| Ornes                      | 55394      | Grand Est                  | Meuse                   | 18,52            | 8 (2022)                          | 0,43               | modifier les données · modifier les données |
| Pommerol                   | 26245      | Auvergne-Rhône-Alpes       | Drôme                   | 9,83             | 7 (2022)                          | 0,71               | modifier les données · modifier les données |
| Maripasoula                | 97353      | Guyane                     | Guyane                  | 18 360,00        | 8 423 (2022)                      | 0,46               | modifier les données · modifier les données |
| Aucelon                    | 26017      | Auvergne-Rhône-Alpes       | Drôme                   | 26,34            | 17 (2022)                         | 0,65               | modifier les données · modifier les données |
| Iracoubo                   | 97303      | Guyane                     | Guyane                  | 2 762,00         | 1 685 (2022)                      | 0,61               | modifier les données · modifier les données |
| Ferrère                    | 65175      | Occitanie                  | Hautes-Pyrénées         | 57,56            | 38 (2022)                         | 0,66               | modifier les données · modifier les données |
| Bourg-d'Oueil              | 31081      | Occitanie                  | Haute-Garonne           | 9,52             | 13 (2022)                         | 1,4                | modifier les données · modifier les données |
| Le Mont-Dieu               | 08300      | Grand Est                  | Ardennes                | 18,72            | 11 (2022)                         | 0,59               | modifier les données · modifier les données |
| Izon-la-Bruisse            | 26150      | Auvergne-Rhône-Alpes       | Drôme                   | 14,65            | 12 (2022)                         | 0,82               | modifier les données · modifier les données |
| La Fajolle                 | 11135      | Occitanie                  | Aude                    | 15,79            | 13 (2022)                         | 0,82               | modifier les données · modifier les données |
| Boussès                    | 47039      | Nouvelle-Aquitaine         | Lot-et-Garonne          | 47,14            | 41 (2022)                         | 0,87               | modifier les données · modifier les données |
| Lercoul                    | 09162      | Occitanie                  | Ariège                  | 19,01            | 14 (2022)                         | 0,74               | modifier les données · modifier les données |
| Charmes-en-l'Angle         | 52109      | Grand Est                  | Haute-Marne             | 7,36             | 6 (2022)                          | 0,82               | modifier les données · modifier les données |
| Oulles                     | 38286      | Auvergne-Rhône-Alpes       | Isère                   | 11,01            | 16 (2022)                         | 1,5                | modifier les données · modifier les données |
| Saint-Christophe-en-Oisans | 38375      | Auvergne-Rhône-Alpes       | Isère                   | 123,47           | 98 (2022)                         | 0,79               | modifier les données · modifier les données |
| Saint-Paul-sur-Ubaye       | 04193      | Provence-Alpes-Côte d'Azur | Alpes-de-Haute-Provence | 205,55           | 195 (2022)                        | 0,95               | modifier les données · modifier les données |
| Leménil-Mitry              | 54310      | Grand Est                  | Meurthe-et-Moselle      | 3,43             | 2 (2022)                          | 0,58               | modifier les données · modifier les données |
| Roura                      | 97310      | Guyane                     | Guyane                  | 3 902,50         | 3 382 (2022)                      | 0,87               | modifier les données · modifier les données |
| Asco                       | 2B023      | Corse                      | Haute-Corse             | 122,81           | 116 (2022)                        | 0,94               | modifier les données · modifier les données |
| Fontanès-de-Sault          | 11147      | Occitanie                  | Aude                    | 5,29             | 5 (2022)                          | 0,95               | modifier les données · modifier les données |
| Aulan                      | 26018      | Auvergne-Rhône-Alpes       | Drôme                   | 10,55            | 8 (2022)                          | 0,76               | modifier les données · modifier les données |
| Mantet                     | 66102      | Occitanie                  | Pyrénées-Orientales     | 32,15            | 35 (2022)                         | 1,1                | modifier les données · modifier les données |
| Blieux                     | 04030      | Provence-Alpes-Côte d'Azur | Alpes-de-Haute-Provence | 56,80            | 52 (2022)                         | 0,92               | modifier les données · modifier les données |
| La Chapelle-en-Valgaudémar | 05064      | Provence-Alpes-Côte d'Azur | Hautes-Alpes            | 108,02           | 114 (2022)                        | 1,1                | modifier les données · modifier les données |
| Saint-Martin-lès-Seyne     | 04191      | Provence-Alpes-Côte d'Azur | Alpes-de-Haute-Provence | 12,27            | 9 (2022)                          | 0,73               | modifier les données · modifier les données |
| Manso                      | 2B153      | Corse                      | Haute-Corse             | 121,02           | 117 (2022)                        | 0,97               | modifier les données · modifier les données |
| Marsa                      | 11219      | Occitanie                  | Aude                    | 19,17            | 22 (2022)                         | 1,1                | modifier les données · modifier les données |
| Cambon-et-Salvergues       | 34046      | Occitanie                  | Hérault                 | 50,39            | 51 (2022)                         | 1,0                | modifier les données · modifier les données |

## Communes les moins denses par région et collectivité territoriale d'outre-mer
Saint-Barthélémy et Saint-Martin ne sont pas inclus, leurs communes respectives ayant été dissoutes en 2007.
| Nom               | Code Insee | Région                     | Département              | Superficie (km2) | Population (dernière pop. légale) | Densité (hab./km2) | Modifier                                    |
| ----------------- | ---------- | -------------------------- | ------------------------ | ---------------- | --------------------------------- | ------------------ | ------------------------------------------- |
| Rochefourchat     | 26274      | Auvergne-Rhône-Alpes       | Drôme                    | 12,74            | 2 (2022)                          | 0,16               | modifier les données · modifier les données |
| Villiers-le-Duc   | 21704      | Bourgogne-Franche-Comté    | Côte-d'Or                | 84,34            | 111 (2022)                        | 1,3                | modifier les données · modifier les données |
| Saint-Igeaux      | 22334      | Bretagne                   | Côtes-d'Armor            | 12,91            | 124 (2022)                        | 9,6                | modifier les données · modifier les données |
| Chambord          | 41034      | Centre-Val de Loire        | Loir-et-Cher             | 54,38            | 99 (2022)                         | 1,8                | modifier les données · modifier les données |
| Asco              | 2B023      | Corse                      | Haute-Corse              | 122,81           | 116 (2022)                        | 0,94               | modifier les données · modifier les données |
| Rouvroy-Ripont    | 51470      | Grand Est                  | Marne                    | 11,77            | 3 (2022)                          | 0,25               | modifier les données · modifier les données |
| Saint-Louis       | 97126      | Guadeloupe                 | Guadeloupe               | 56,28            | 2 594 (2022)                      | 46                 | modifier les données · modifier les données |
| Saül              | 97352      | Guyane                     | Guyane                   | 4 475,00         | 297 (2022)                        | 0,07               | modifier les données · modifier les données |
| Méréaucourt       | 80528      | Hauts-de-France            | Somme                    | 3,04             | 9 (2022)                          | 3,0                | modifier les données · modifier les données |
| Gambaiseuil       | 78264      | Île-de-France              | Yvelines                 | 18,92            | 65 (2022)                         | 3,4                | modifier les données · modifier les données |
| Fonds-Saint-Denis | 97208      | Martinique                 | Martinique               | 24,28            | 641 (2022)                        | 26                 | modifier les données · modifier les données |
| Bouéni            | 97604      | Mayotte                    | Mayotte                  | 14,29            | 6 189 (2017)                      | 433                | modifier les données · modifier les données |
| Montfiquet        | 14445      | Normandie                  | Calvados                 | 19,54            | 85 (2022)                         | 4,4                | modifier les données · modifier les données |
| Boussès           | 47039      | Nouvelle-Aquitaine         | Lot-et-Garonne           | 47,14            | 41 (2022)                         | 0,87               | modifier les données · modifier les données |
| Yaté              | 98832      | Nouvelle-Calédonie         | Nouvelle-Calédonie       | 1 338,40         | 1 667 (2019)                      | 1,2                | modifier les données · modifier les données |
| Ferrère           | 65175      | Occitanie                  | Hautes-Pyrénées          | 57,56            | 38 (2022)                         | 0,66               | modifier les données · modifier les données |
| Nauvay            | 72214      | Pays de la Loire           | Sarthe                   | 2,71             | 12 (2022)                         | 4,4                | modifier les données · modifier les données |
| Fakarava          | 98716      | Polynésie française        | Polynésie française      | 2 682,00         | 1 679 (2022)                      | 0,63               | modifier les données · modifier les données |
| Majastres         | 04107      | Provence-Alpes-Côte d'Azur | Alpes-de-Haute-Provence  | 29,85            | 5 (2022)                          | 0,17               | modifier les données · modifier les données |
| Saint-Philippe    | 97417      | La Réunion                 | La Réunion               | 153,94           | 5 093 (2022)                      | 33                 | modifier les données · modifier les données |
| Miquelon-Langlade | 97501      | Saint-Pierre-et-Miquelon   | Saint-Pierre-et-Miquelon | 205,00           | 596 (2022)                        | 2,9                | modifier les données · modifier les données |

## Commune la moins dense de chaque département
Le tableau suivant recense, pour chaque département, la commune la moins dense, avec les précisions suivantes :
- Les collectivités d'outre-mer et la Nouvelle-Calédonie, qui ne sont pas des départements, ne sont pas prises en compte.
- Le Rhône et la métropole de Lyon sont regroupés.
- La Ville de Paris (2 113 705 habitants, 105,4 km2, 20 054,1 hab./km2) ne compte qu'une commune et n'est pas prise en compte.
- La Meuse ne prend pas en compte les six communes mortes pour la France.
- Les Terres australes et antarctiques françaises et l'île Clipperton, sans aucune population permanente, ne sont pas mentionnées.

| Nom                         | Code Insee | Région                     | Département             | Superficie (km2) | Population (dernière pop. légale) | Densité (hab./km2) | Modifier                                    |
| --------------------------- | ---------- | -------------------------- | ----------------------- | ---------------- | --------------------------------- | ------------------ | ------------------------------------------- |
| Armix                       | 01019      | Auvergne-Rhône-Alpes       | Ain                     | 6,82             | 25 (2022)                         | 3,7                | modifier les données · modifier les données |
| Bruys                       | 02129      | Hauts-de-France            | Aisne                   | 5,70             | 19 (2022)                         | 3,3                | modifier les données · modifier les données |
| Saint-Éloy-d'Allier         | 03228      | Auvergne-Rhône-Alpes       | Allier                  | 12,83            | 56 (2022)                         | 4,4                | modifier les données · modifier les données |
| Majastres                   | 04107      | Provence-Alpes-Côte d'Azur | Alpes-de-Haute-Provence | 29,85            | 5 (2022)                          | 0,17               | modifier les données · modifier les données |
| La Chapelle-en-Valgaudémar  | 05064      | Provence-Alpes-Côte d'Azur | Hautes-Alpes            | 108,02           | 114 (2022)                        | 1,1                | modifier les données · modifier les données |
| Saint-Dalmas-le-Selvage     | 06119      | Provence-Alpes-Côte d'Azur | Alpes-Maritimes         | 81,03            | 102 (2022)                        | 1,3                | modifier les données · modifier les données |
| Astet                       | 07018      | Auvergne-Rhône-Alpes       | Ardèche                 | 34,45            | 57 (2022)                         | 1,7                | modifier les données · modifier les données |
| Le Mont-Dieu                | 08300      | Grand Est                  | Ardennes                | 18,72            | 11 (2022)                         | 0,59               | modifier les données · modifier les données |
| Lercoul                     | 09162      | Occitanie                  | Ariège                  | 19,01            | 14 (2022)                         | 0,74               | modifier les données · modifier les données |
| Ortillon                    | 10273      | Grand Est                  | Aube                    | 8,02             | 22 (2022)                         | 2,7                | modifier les données · modifier les données |
| La Fajolle                  | 11135      | Occitanie                  | Aude                    | 15,79            | 13 (2022)                         | 0,82               | modifier les données · modifier les données |
| Mélagues                    | 12143      | Occitanie                  | Aveyron                 | 44,51            | 56 (2022)                         | 1,3                | modifier les données · modifier les données |
| Saintes-Maries-de-la-Mer    | 13096      | Provence-Alpes-Côte d'Azur | Bouches-du-Rhône        | 374,61           | 2 278 (2022)                      | 6,1                | modifier les données · modifier les données |
| Montfiquet                  | 14445      | Normandie                  | Calvados                | 19,54            | 85 (2022)                         | 4,4                | modifier les données · modifier les données |
| Le Fau                      | 15067      | Auvergne-Rhône-Alpes       | Cantal                  | 19,46            | 31 (2022)                         | 1,6                | modifier les données · modifier les données |
| Combiers                    | 16103      | Nouvelle-Aquitaine         | Charente                | 23,96            | 126 (2022)                        | 5,3                | modifier les données · modifier les données |
| La Genétouze                | 17173      | Nouvelle-Aquitaine         | Charente-Maritime       | 37,03            | 220 (2022)                        | 5,9                | modifier les données · modifier les données |
| Cogny                       | 18068      | Centre-Val de Loire        | Cher                    | 16,69            | 32 (2022)                         | 1,9                | modifier les données · modifier les données |
| Bonnefond                   | 19027      | Nouvelle-Aquitaine         | Corrèze                 | 45,06            | 114 (2022)                        | 2,5                | modifier les données · modifier les données |
| Osani                       | 2A197      | Corse                      | Corse-du-Sud            | 51,53            | 95 (2022)                         | 1,8                | modifier les données · modifier les données |
| Asco                        | 2B023      | Corse                      | Haute-Corse             | 122,81           | 116 (2022)                        | 0,94               | modifier les données · modifier les données |
| Villiers-le-Duc             | 21704      | Bourgogne-Franche-Comté    | Côte-d'Or               | 84,34            | 111 (2022)                        | 1,3                | modifier les données · modifier les données |
| Saint-Igeaux                | 22334      | Bretagne                   | Côtes-d'Armor           | 12,91            | 124 (2022)                        | 9,6                | modifier les données · modifier les données |
| Beissat                     | 23019      | Nouvelle-Aquitaine         | Creuse                  | 14,49            | 30 (2022)                         | 2,1                | modifier les données · modifier les données |
| Servanches                  | 24533      | Nouvelle-Aquitaine         | Dordogne                | 20,56            | 77 (2022)                         | 3,7                | modifier les données · modifier les données |
| Châteauvieux-les-Fossés     | 25130      | Bourgogne-Franche-Comté    | Doubs                   | 4,46             | 9 (2022)                          | 2,0                | modifier les données · modifier les données |
| Rochefourchat               | 26274      | Auvergne-Rhône-Alpes       | Drôme                   | 12,74            | 2 (2022)                          | 0,16               | modifier les données · modifier les données |
| Saint-Victor-sur-Avre       | 27610      | Normandie                  | Eure                    | 6,90             | 56 (2022)                         | 8,1                | modifier les données · modifier les données |
| Revercourt                  | 28315      | Centre-Val de Loire        | Eure-et-Loir            | 5,53             | 25 (2022)                         | 4,5                | modifier les données · modifier les données |
| Bolazec                     | 29012      | Bretagne                   | Finistère               | 17,47            | 172 (2022)                        | 9,8                | modifier les données · modifier les données |
| Revens                      | 30213      | Occitanie                  | Gard                    | 13,85            | 31 (2022)                         | 2,2                | modifier les données · modifier les données |
| Bourg-d'Oueil               | 31081      | Occitanie                  | Haute-Garonne           | 9,52             | 13 (2022)                         | 1,4                | modifier les données · modifier les données |
| Castéron                    | 32084      | Occitanie                  | Gers                    | 11,08            | 52 (2022)                         | 4,7                | modifier les données · modifier les données |
| Bourideys                   | 33068      | Nouvelle-Aquitaine         | Gironde                 | 48,44            | 100 (2022)                        | 2,1                | modifier les données · modifier les données |
| Cambon-et-Salvergues        | 34046      | Occitanie                  | Hérault                 | 50,39            | 51 (2022)                         | 1,0                | modifier les données · modifier les données |
| Paimpont                    | 35211      | Bretagne                   | Ille-et-Vilaine         | 110,28           | 1 778 (2022)                      | 16                 | modifier les données · modifier les données |
| Lizeray                     | 36098      | Centre-Val de Loire        | Indre                   | 35,41            | 83 (2022)                         | 2,3                | modifier les données · modifier les données |
| Loché-sur-Indrois           | 37133      | Centre-Val de Loire        | Indre-et-Loire          | 74,13            | 472 (2022)                        | 6,4                | modifier les données · modifier les données |
| Oulles                      | 38286      | Auvergne-Rhône-Alpes       | Isère                   | 11,01            | 16 (2022)                         | 1,5                | modifier les données · modifier les données |
| Mérona                      | 39324      | Bourgogne-Franche-Comté    | Jura                    | 2,97             | 8 (2022)                          | 2,7                | modifier les données · modifier les données |
| Callen                      | 40060      | Nouvelle-Aquitaine         | Landes                  | 87,86            | 145 (2022)                        | 1,7                | modifier les données · modifier les données |
| Chambord                    | 41034      | Centre-Val de Loire        | Loir-et-Cher            | 54,38            | 99 (2022)                         | 1,8                | modifier les données · modifier les données |
| Arcon                       | 42008      | Auvergne-Rhône-Alpes       | Loire                   | 19,19            | 110 (2022)                        | 5,7                | modifier les données · modifier les données |
| Varennes-Saint-Honorat      | 43252      | Auvergne-Rhône-Alpes       | Haute-Loire             | 11,91            | 26 (2022)                         | 2,2                | modifier les données · modifier les données |
| Juigné-des-Moutiers         | 44078      | Pays de la Loire           | Loire-Atlantique        | 24,65            | 327 (2022)                        | 13                 | modifier les données · modifier les données |
| Feins-en-Gâtinais           | 45143      | Centre-Val de Loire        | Loiret                  | 11,89            | 30 (2022)                         | 2,5                | modifier les données · modifier les données |
| Crégols                     | 46081      | Occitanie                  | Lot                     | 18,35            | 82 (2022)                         | 4,5                | modifier les données · modifier les données |
| Boussès                     | 47039      | Nouvelle-Aquitaine         | Lot-et-Garonne          | 47,14            | 41 (2022)                         | 0,87               | modifier les données · modifier les données |
| Marchastel                  | 48091      | Occitanie                  | Lozère                  | 34,87            | 45 (2022)                         | 1,3                | modifier les données · modifier les données |
| Courléon                    | 49114      | Pays de la Loire           | Maine-et-Loire          | 13,77            | 140 (2022)                        | 10                 | modifier les données · modifier les données |
| Le Mont-Saint-Michel        | 50353      | Normandie                  | Manche                  | 3,97             | 23 (2022)                         | 5,8                | modifier les données · modifier les données |
| Rouvroy-Ripont              | 51470      | Grand Est                  | Marne                   | 11,77            | 3 (2022)                          | 0,25               | modifier les données · modifier les données |
| Charmes-en-l'Angle          | 52109      | Grand Est                  | Haute-Marne             | 7,36             | 6 (2022)                          | 0,82               | modifier les données · modifier les données |
| Hardanges                   | 53114      | Pays de la Loire           | Mayenne                 | 18,48            | 172 (2022)                        | 9,3                | modifier les données · modifier les données |
| Leménil-Mitry               | 54310      | Grand Est                  | Meurthe-et-Moselle      | 3,43             | 2 (2022)                          | 0,58               | modifier les données · modifier les données |
| Ornes                       | 55394      | Grand Est                  | Meuse                   | 18,52            | 8 (2022)                          | 0,43               | modifier les données · modifier les données |
| Sainte-Brigitte             | 56209      | Bretagne                   | Morbihan                | 17,74            | 178 (2022)                        | 10                 | modifier les données · modifier les données |
| Turquestein-Blancrupt       | 57682      | Grand Est                  | Moselle                 | 30,04            | 11 (2022)                         | 0,37               | modifier les données · modifier les données |
| Thaix                       | 58290      | Bourgogne-Franche-Comté    | Nièvre                  | 20,04            | 43 (2022)                         | 2,1                | modifier les données · modifier les données |
| Locquignol                  | 59353      | Hauts-de-France            | Nord                    | 97,55            | 297 (2022)                        | 3,0                | modifier les données · modifier les données |
| Gouy-les-Groseillers        | 60283      | Hauts-de-France            | Oise                    | 3,07             | 15 (2022)                         | 4,9                | modifier les données · modifier les données |
| La Trinité-des-Laitiers     | 61493      | Normandie                  | Orne                    | 11,16            | 64 (2022)                         | 5,7                | modifier les données · modifier les données |
| Guinecourt                  | 62396      | Hauts-de-France            | Pas-de-Calais           | 2,24             | 14 (2022)                         | 6,3                | modifier les données · modifier les données |
| La Godivelle                | 63169      | Auvergne-Rhône-Alpes       | Puy-de-Dôme             | 15,44            | 17 (2022)                         | 1,1                | modifier les données · modifier les données |
| Larrau                      | 64316      | Nouvelle-Aquitaine         | Pyrénées-Atlantiques    | 126,80           | 185 (2022)                        | 1,5                | modifier les données · modifier les données |
| Ferrère                     | 65175      | Occitanie                  | Hautes-Pyrénées         | 57,56            | 38 (2022)                         | 0,66               | modifier les données · modifier les données |
| Mantet                      | 66102      | Occitanie                  | Pyrénées-Orientales     | 32,15            | 35 (2022)                         | 1,1                | modifier les données · modifier les données |
| Grandfontaine               | 67165      | Grand Est                  | Bas-Rhin                | 39,52            | 391 (2022)                        | 9,9                | modifier les données · modifier les données |
| Lucelle                     | 68190      | Grand Est                  | Haut-Rhin               | 10,27            | 31 (2022)                         | 3,0                | modifier les données · modifier les données |
| Cenves                      | 69035      | Auvergne-Rhône-Alpes       | Rhône                   | 26,48            | 393 (2022)                        | 15                 | modifier les données · modifier les données |
| La Montagne                 | 70352      | Bourgogne-Franche-Comté    | Haute-Saône             | 12,61            | 38 (2022)                         | 3,0                | modifier les données · modifier les données |
| Dettey                      | 71172      | Bourgogne-Franche-Comté    | Saône-et-Loire          | 22,50            | 88 (2022)                         | 3,9                | modifier les données · modifier les données |
| Nauvay                      | 72214      | Pays de la Loire           | Sarthe                  | 2,71             | 12 (2022)                         | 4,4                | modifier les données · modifier les données |
| Saint-Colomban-des-Villards | 73230      | Auvergne-Rhône-Alpes       | Savoie                  | 81,12            | 138 (2022)                        | 1,7                | modifier les données · modifier les données |
| Novel                       | 74203      | Auvergne-Rhône-Alpes       | Haute-Savoie            | 9,75             | 53 (2022)                         | 5,4                | modifier les données · modifier les données |
| Puisenval                   | 76512      | Normandie                  | Seine-Maritime          | 4,88             | 31 (2022)                         | 6,4                | modifier les données · modifier les données |
| Montenils                   | 77304      | Île-de-France              | Seine-et-Marne          | 5,30             | 30 (2022)                         | 5,7                | modifier les données · modifier les données |
| Gambaiseuil                 | 78264      | Île-de-France              | Yvelines                | 18,92            | 65 (2022)                         | 3,4                | modifier les données · modifier les données |
| Avon                        | 79023      | Nouvelle-Aquitaine         | Deux-Sèvres             | 12,54            | 63 (2022)                         | 5,0                | modifier les données · modifier les données |
| Méréaucourt                 | 80528      | Hauts-de-France            | Somme                   | 3,04             | 9 (2022)                          | 3,0                | modifier les données · modifier les données |
| Lamontélarié                | 81134      | Occitanie                  | Tarn                    | 21,58            | 55 (2022)                         | 2,5                | modifier les données · modifier les données |
| Castéra-Bouzet              | 82034      | Occitanie                  | Tarn-et-Garonne         | 17,75            | 122 (2022)                        | 6,9                | modifier les données · modifier les données |
| Vérignon                    | 83147      | Provence-Alpes-Côte d'Azur | Var                     | 36,90            | 8 (2022)                          | 0,22               | modifier les données · modifier les données |
| Lagarde-d'Apt               | 84060      | Provence-Alpes-Côte d'Azur | Vaucluse                | 21,79            | 30 (2022)                         | 1,4                | modifier les données · modifier les données |
| Triaize                     | 85297      | Pays de la Loire           | Vendée                  | 58,80            | 1 061 (2022)                      | 18                 | modifier les données · modifier les données |
| Thollet                     | 86270      | Nouvelle-Aquitaine         | Vienne                  | 29,92            | 163 (2022)                        | 5,4                | modifier les données · modifier les données |
| Azat-le-Ris                 | 87006      | Nouvelle-Aquitaine         | Haute-Vienne            | 56,22            | 240 (2022)                        | 4,3                | modifier les données · modifier les données |
| Maroncourt                  | 88288      | Grand Est                  | Vosges                  | 2,24             | 5 (2022)                          | 2,2                | modifier les données · modifier les données |
| Gland                       | 89191      | Bourgogne-Franche-Comté    | Yonne                   | 16,67            | 41 (2022)                         | 2,5                | modifier les données · modifier les données |
| Lamadeleine-Val-des-Anges   | 90061      | Bourgogne-Franche-Comté    | Territoire de Belfort   | 6,52             | 49 (2022)                         | 7,5                | modifier les données · modifier les données |
| Chatignonville              | 91145      | Île-de-France              | Essonne                 | 5,13             | 71 (2022)                         | 14                 | modifier les données · modifier les données |
| Marnes-la-Coquette          | 92047      | Île-de-France              | Hauts-de-Seine          | 3,48             | 1 758 (2022)                      | 505                | modifier les données · modifier les données |
| Coubron                     | 93015      | Île-de-France              | Seine-Saint-Denis       | 4,14             | 5 156 (2022)                      | 1 245              | modifier les données · modifier les données |
| Santeny                     | 94070      | Île-de-France              | Val-de-Marne            | 9,91             | 3 958 (2022)                      | 399                | modifier les données · modifier les données |
| Charmont                    | 95141      | Île-de-France              | Val-d'Oise              | 3,83             | 33 (2022)                         | 8,6                | modifier les données · modifier les données |
| Saint-Louis                 | 97126      | Guadeloupe                 | Guadeloupe              | 56,28            | 2 594 (2022)                      | 46                 | modifier les données · modifier les données |
| Fonds-Saint-Denis           | 97208      | Martinique                 | Martinique              | 24,28            | 641 (2022)                        | 26                 | modifier les données · modifier les données |
| Saül                        | 97352      | Guyane                     | Guyane                  | 4 475,00         | 297 (2022)                        | 0,07               | modifier les données · modifier les données |
| Saint-Philippe              | 97417      | La Réunion                 | La Réunion              | 153,94           | 5 093 (2022)                      | 33                 | modifier les données · modifier les données |
| Bouéni                      | 97604      | Mayotte                    | Mayotte                 | 14,29            | 6 189 (2017)                      | 433                | modifier les données · modifier les données |